# Scoutisme Français

Logo der Fédération du Scoutisme Français.

Die Fédération du Scoutisme Français (Föderation der französischen Pfadfinderbewegung; meist verkürzt zu Scoutisme Français, SF) ist ein Dachverband von französischen Pfadfinderverbänden mit mehr als 80.000 Mitgliedern, der die sechs angeschlossenen Organisationen in der World Association of Girl Guides and Girl Scouts und der World Organization of the Scout Movement vertritt.

## Mitgliedsorganisationen
Die sechs Mitgliedsorganisation sind jeweils religiös ausgerichtet, nehmen in der Regel aber auch Angehörige anderer Religionen auf:
- Eclaireuses et Eclaireurs de France (EEDF), laizistisch
- Eclaireuses et Eclaireurs Israélites de France (EEIF), jüdisch
- Éclaireuses et Éclaireurs Unionistes de France (EEUdF), protestantisch
- Scouts et Guides de France (SGDF), römisch-katholisch
- Scouts Musulmans de France (SMF), muslimisch
- Éclaireurs de la Nature (EDLN), buddhistisch

Der Verband mit Sitz in Paris vertritt daneben auch die Pfadfindergruppen in den französischen Überseegebieten auf internationaler Ebene, die zum Teil aus historischen Gründen anders organisiert sind.

## Geschichte
Die ersten Pfadfindergruppen in Frankreich entstanden 1910. Bis 1923 entwickelte sich eine nach Religionen und Geschlechtern getrennte Struktur aus insgesamt sieben Verbänden, die im Bureau Inter-Fédéral für die Jungen und im Comité de Liaison für die Mädchen zusammengeschlossen waren. Die zum Bureau Inter-Fédérale gehörenden Verbände waren 1922 unter den Gründungsmitgliedern der World Organization of the Scout Movement, das Comité de Liaison zählte 1928 zu den Mitgründern der World Association of Girl Guides and Girl Scouts.
Unter dem Eindruck der französischen Niederlage im Westfeldzug schlossen sich die beiden Dachverbände im September 1940 zur Fédération du Scoutisme Français zusammen. Diese arbeitete zunächst mit dem Vichy-Regime zusammen, das in der Pfadfinderbewegung einen Pfeiler seiner Jugendarbeit sah. Nach dem Verbot des jüdischen Verbands wendete sich die Fédération du Scoutisme Français 1942/43 der Bewegung Freies Frankreich um Charles de Gaulle zu, zahlreiche ältere Pfadfinder schlossen sich der Résistance an. Nach dem Ende des Zweiten Weltkriegs war der Dachverband dann 1947 Gastgeber des 6. World Scout Jamboree bei Moisson, das auch als Friedensjamboree bezeichnet wurde.
Ab Beginn der 1960er Jahre wurde in allen Mitgliedsverbänden Inhalte und Programme überarbeitet, parallel dazu wurde in allen Verbänden die Koedukation eingeführt – zuerst 1964 bei den laizistischen Gruppen, zuletzt 2004 bei den katholischen. 1992 entstand aus der Arbeit der katholischen Pfadfinder unter Migranten der Verband Scouts Musulmans de France, der erste muslimische Pfadfinderverband in Europa.
Die pädagogischen Reformen seit 1960 führten in nahezu allen Verbänden auch zu starken Konflikten. Die Vertreter der traditionellen Arbeitsformen verließen in mehreren Wellen die modernisierten Verbänden und gründeten eigene Organisationen, zu nennen sind hier vor allem die Association des Guides et Scouts d′Europe, die Scouts unitaires de France (beide römisch-katholisch), die Eclaireurs neutres de France und die Fédération des Eclaireuses et Eclaireurs (beide nicht-religiös). Neben diesen landesweit aktiven Organisationen entstanden zahlreiche weitere mit regionalem Schwerpunkt.